# Broszęcin
Broszęcin (prononciation [brɔˈʂɛnt͡ɕin]) est un village de la gmina de Rząśnia, du powiat de Pajęczno, dans la voïvodie de Łódź, situé dans le centre de la Pologne.
Il se situe à environ 8 kilomètres au nord-est de Rząśnia (siège de la gmina), 16 kilomètres au nord de Pajęczno (siège du powiat) et 62 kilomètres au sud-ouest de Łódź (capitale de la voïvodie).
Sa population s'élevait à 165 habitants en 2011.

## Administration
De 1975 à 1998, le village était attaché administrativement à l'ancienne voïvodie de Piotrków.

Depuis 1999, il fait partie de la nouvelle voïvodie de Łódź.